# Clinton Avery
Pour les articles homonymes, voir Avery.
Clinton Robert Avery (né le 3 décembre 1987 à Rotorua en Nouvelle-Zélande) est un coureur cycliste néo-zélandais.

## Biographie
En 2010, il devient stagiaire chez RadioShack, puis il intègre en 2012 l'équipe Champion System pour deux saisons.

## Palmarès sur route

### Par années
- 2004
  - 3e du championnat de Nouvelle-Zélande sur route juniors
  - 3e du championnat du Commonwealth de la jeunesse sur route
- 2005
  -  Champion de Nouvelle-Zélande sur route juniors
- 2006
  -  Champion de Nouvelle-Zélande du contre-la-montre espoirs
  - 1reb étape du Tour de Southland
  - Lake Taupo Cycle Challenge
  - 3e du championnat de Nouvelle-Zélande sur route espoirs
  - 3e de l'UCI Oceania Tour
- 2007
  -  Médaillé d'argent au championnat d'Océanie du contre-la-montre espoirs
  -  Médaillé d'argent au championnat d'Océanie sur route espoirs
  - 3e du championnat de Nouvelle-Zélande du contre-la-montre espoirs
- 2008
  -  Champion de Nouvelle-Zélande sur route espoirs
  -  Champion de Nouvelle-Zélande du contre-la-montre espoirs
- 2009
  - Tour du Brabant flamand
  - 2e de l'Omloop van de Grensstreek
  - 7e de Paris-Roubaix espoirs
- 2010
  - Flèche flamande
  - 2e du Grand Prix de Geluwe
  - 3e des Trois villes sœurs
  - 3e du Grand Prix du 1er mai
- 2011
  - Zuidkempense Pijl
  - Internatie Reningelst
  - 1re étape du Kreiz Breizh Elites
  - Wingene Koers
  - 1re étape du Tour de Southland
- 2012
  - 4e étape du Tour de Southland
  - 2e du Grand Prix de Tallinn-Tartu

### Classements mondiaux
| Année            | 2006 | 2007 | 2008 | 2009  | 2010 | 2011 | 2012 | 2013 |
| ---------------- | ---- | ---- | ---- | ----- | ---- | ---- | ---- | ---- |
| UCI Europe Tour  |      | 800e | 903e | 1020e | 237e | 796e | 272e |      |
| UCI Oceania Tour | 3e   | 57e  | 10e  |       |      |      |      | 38e  |

## Palmarès en VTT
- 2006
  - 3e du championnat de Nouvelle-Zélande de cross country
- 2007
  -  Champion de Nouvelle-Zélande de cross-country